# NHK総合テレビ夕方のニュース枠
NHK総合テレビ夕方のニュース枠（エヌエイチケイそうごう-ゆうがたのニュースわく）は、NHK総合テレビにて、毎日夕方に放送されている報道番組の一覧。

## 各番組の歴史

### 平日
NHK総合テレビの平日の18時台は長年にわたって子供向け番組が放送されていたが、1986年4月改編で18時台前半に「にっぽん列島ただいま6時」が放送開始。主に各地の放送局を結んだネットワーク企画やトレンド情報、ライブ中継などが中心に2年間放送される。
1988年4月改編でそれまで18時台後半に放送されていたローカルニュース枠を統合し、「イブニングネットワーク」として1時間のワイドニュースが誕生。番組タイトルは原則として全国共通で、関東では「イブニングネットワーク首都圏」、近畿では「イブニングネットワークきんき」と後ろに各地域の呼称が付いていた。なお、番組末期の1996年度のみ18時台前半を「NHKネットワークニュース」として放送された。
1997年度の番組改編で「イブニングネットワーク」が放送終了、以降18時台は全国ニュースを除き、ローカル枠として設定されている。
そして9年後の2006年4月、今度はローカル枠であった平日17時台に「ゆうどきネットワーク」が放送開始され、一部の地域でも部分ネットされるようになった。
その後、2013年4月にそれまで「ゆうどきネットワーク」をネットしていなかった近畿地方でも放送開始され、金曜日のみ大阪放送局の制作に変更されることになった。
2014年4月からはタイトルを「ゆうどき」に改題されるも、2015年3月をもって終了。同年4月改編で「ゆうどき」と平日18時の全国ニュース及び平日14時台に放送されていた「情報まるごと」を吸収する形で「ニュース シブ5時」がスタートする。
2017年4月改編で放送開始時間を1時間前倒して16時台を「4時も!シブ5時」として編成されるもわずか1年で終了。2021年4月改編で大阪放送局の放送センターバックアップ機能として、長時間の緊急報道を継続する体系整備の観点から、金曜に大阪放送局制作の姉妹番組「ニュース きん5時」を開始している。
2022年3月をもって「ニュース シブ5時」が終了、同年4月より「ニュースLIVE! ゆう5時」が開始された。
2024年3月をもって「ニュースLIVE! ゆう5時」が終了し、同年4月より15時台から17時台までの3時間枠で「午後LIVE ニュースーン」を新設することになった。これにより、13・14時台の「列島ニュース」及び夕方の地域情報番組などを合わせ、「NHKニュース7」までの6時間30分にわたって、生放送番組が続くことになる。

### 週末
1988年4月改編でそれまで若者向け音楽番組が編成されていた日曜18時台に経済情報番組「NHK経済マガジン」が放送開始され、1993年3月まで5年間続いた。
1993年4月改編で日曜18時台は一旦ローカル枠に変更され、2000年度からは「課外授業 ようこそ先輩」が編成されたが、2003年4月改編で国際報道番組「NHK海外ネットワーク」が開始される。
一方、土曜18時台は2000年4月に「週刊こどもニュース」が日曜朝10時台から枠移動され、2010年3月まで10年間放送。その後、同年4月からは「NHK海外ネットワーク」が日曜18時台から土曜18時台に移動され、空いた日曜18時台は音楽番組「MUSIC JAPAN」が編成されるも、2013年度の番組編成で「NHK海外ネットワーク」は土曜18時台から日曜18時台に復帰する形となった。
2015年度から2020年度は「これでわかった! 世界のいま」、2021年度は「ニュース地球まるわかり」がそれぞれ編成。2022年3月をもって「ニュース地球まるわかり」がわずか1年で終了となり、総合テレビにおける週末夕方の情報番組は撤退されることになった。

## 主な番組

### 平日
15時台～17時台
- 午後LIVE ニュースーン(2024年4月1日 - )

16時台
- 4時も!シブ5時（2017年4月3日 - 2018年3月9日）

17時台（月曜～木曜）
- ゆうどきネットワーク（2006年4月3日 - 2014年3月）※2013年3月までは金曜も放送
- ゆうどき（2014年4月1日 - 2015年3月6日）
- ニュース シブ5時（2015年3月30日 - 2022年3月31日）※2021年3月までは金曜も放送
- ニュースLIVE! ゆう5時（2022年4月4日 - 2024年3月7日）

17時台（金曜のみ）
- ゆうどきネットワーク 関西発（2013年4月 - 2014年3月）
- ゆうどき 関西発（2014年4月4日 - 2015年3月6日）
- ニュース きん5時（2021年4月2日 - 2024年3月8日）

18時台
- にっぽん列島ただいま6時（1986年4月7日 - 1988年4月1日）
- イブニングネットワーク（1988年4月4日 - 1996年3月29日）※1996年度はローカルニュースとして継続
- NHKネットワークニュース（1996年4月1日 - 1997年3月31日）

### 土曜
- 週刊こどもニュース（第3期・2000年4月 - 2010年3月）
- NHK海外ネットワーク（第2期・2010年4月3日 - 2013年3月30日）

### 日曜
- NHK経済マガジン（1988年4月10日 - 1993年4月4日）
- NHK海外ネットワーク（第1期・2003年4月6日 - 2010年3月28日）
- NHK海外ネットワーク（第3期・2013年4月7日 - 2015年3月22日）
- これでわかった! 世界のいま（2015年4月5日 - 2021年3月28日）
- ニュース地球まるわかり（2021年4月4日 - 2022年3月20日）